# Cicló extratropical

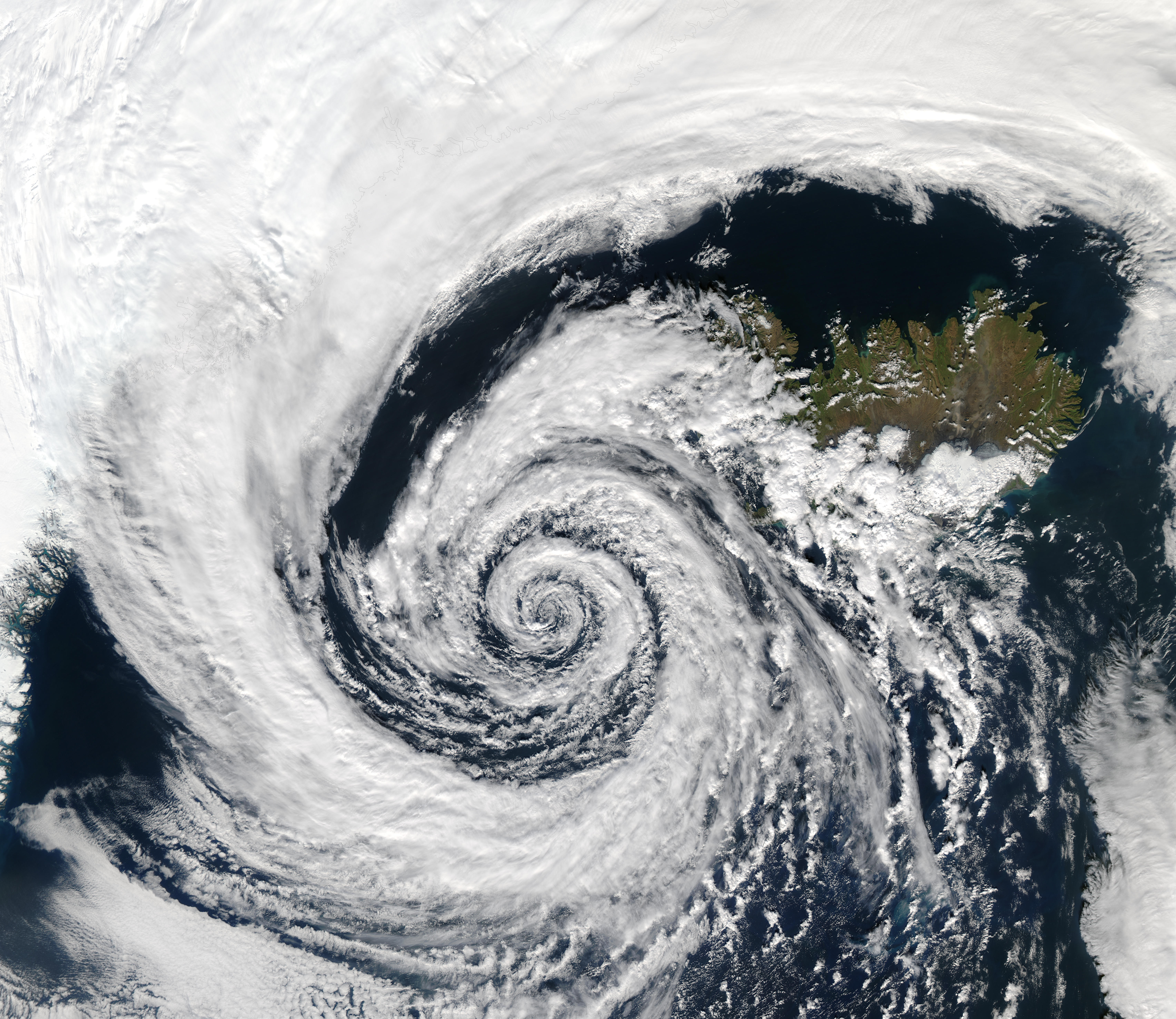
Un cicló extratropical al final del seu cicle de vida a sobre d'Islàndia.

Cicló extratropical, altrament conegut com a cicló de latitud mitjana, és un fenomen meteorològic que forma part de la família del ciclons i es caracteritza per vents i tempestes fortes, Es defineixen com sistemes de baixa pressió atmosfèrica d'escala sinòptica que es produeixen en zones de latituds mitjanes, on constitueixen una part important de la circulació atmosfèrica a l'hora que contribueixen a l'equilibri tèrmic de les regions equatorials i polars. El ciclons tropicals no presenten les característiques típiques dels ciclons tropicals ni dels polars, i estan vinculats als fronts, als gradients tèrmics horitzontals i al punt de rosada, conegudes com a "zones baroclines".